# Galleon
Galleon è stato un progetto musicale francese di musica house composto dai produttori marsigliesi Michel Fages e Phillippe Laurent e dal cantante Gilles Luka, al tempo noto come Gilles Fahy.
Formatosi nel 2001, il gruppo durò poco più di un anno riuscendo a cavalcare con successo il trend della French touch che al tempo spopolava in Europa.
Sono noti principalmente per i singoli So I Begin, I Believe e One Sign.

## Storia del gruppo
Il progetto nasce nel 2001 a Marsiglia dalle menti dei produttori Michel Fages e Phillippe Laurent che decisero di fiondarsi nel business della French touch, sottogenere della musica house fortemente influenzato da sonorità Funky che in quel periodo stava spopolando grazie anche ai successi di artisti come Daft Punk e Modjo, reclutando il cantante Gilles Luka.
IL primo singolo So I Begin venne pubblicato quell'anno ed ebbe successo immediato, raggiungendo la posizione numero 8 nella classifica dei singoli in Francia e la posizione #10 in Belgio: già dal primo brano i Galleon delinearono il loro stile che poi utilizzarono in tutti i successivi brani, stile caratterizzato da un incalzante ritmo a 4/4 con pattern di percussioni e basso tipici della musica house, da orecchiabili melodie di una chitarra elettrica ricca di effetti e condizionata nei passaggi da automazioni di filtri, e dalla voce di Luka.
Lo stesso anno produssero il secondo lavoro I Believe sempre per la label statunitense Radikal Records, e il brano fruttò alla band il massimo successo artistico arrivando alla posizione numero 3 in Belgio.
L'anno successivo fu il canto del cigno per il progetto che pubblicò il terzo singolo One Sign (#10 in Belgio) e il loro primo ed unico album Galleon, il quale arrivò 54-esimo in Francia nella classifica delle vendite, e conteneva anche il brano Freedom To Move utilizzato in una pubblicità della Levi's.
In quel periodo raggiunsero l'apice quantitativo della loro attività collaborando con vari artisti internazionali con remix dei loro brani: riarrangiarono brani di Deep Forest, Antonis Remos, Sertab Erener, Anna Vissi e Bootsy Collins.
Il progetto terminò ufficialmente nel 2003 in concomitanza con un cambio di direzione nella linea evolutiva della musica house, la quale gradualmente abbandonò i suoni funky per orientarsi verso un nuovo trend influenzato da sonorità electro.
Il cantante Gilles Luka proseguì negli anni successivi sia come solista che come cantante in altri progetti EDM come gli Ocean Drive.

## Discografia

### Album
- 2002 - Galleon

### Singoli
- 2001 - So I Begin
- 2001 - I Believe
- 2002 - One Sign